# Switlana Hruschko
Switlana Anatolijiwna Hruschko (ukrainisch Світлана Анатоліївна Грушко; * 15. Januar 1992) ist eine ukrainische Fußballschiedsrichterassistentin.
Hruschko ist Schiedsrichterassistentin im ukrainischen Frauenfußball und seit der Saison 2020/21 auch in der Premjer-Liha, der höchsten Herrenliga. Sie bildete häufig zusammen mit Kateryna Monsul und Maryna Strilezka ein Schiedsrichtergespann.
Seit 2019 steht sie auf der Liste der FIFA-Schiedsrichter und ist bei internationalen Fußballspielen im Einsatz. Hruschko war bzw. ist Schiedsrichterassistentin in der Women’s Champions League, in der Women’s Nations League, in der europäischen WM-Qualifikation für die Frauen-Weltmeisterschaften 2019 und 2023 sowie für die Herren-Weltmeisterschaft 2022, in der Qualifikation für die Europameisterschaften 2022 und 2025 sowie bei diversen weiteren Qualifikations- und Freundschaftsspielen.
Bei der U-17-Europameisterschaft 2019 in Bulgarien war sie an der Leitung von drei Gruppenspielen beteiligt. Bei der U-19-Europameisterschaft 2024 in Litauen leitete sie insgesamt fünf Spiele, darunter drei Partien in der Gruppenphase, das erste Halbfinale und das Finale zwischen Spanien und den Niederlanden (2:1 n. V.). Bei der U-20-Weltmeisterschaft 2024 in Kolumbien war sie Schiedsrichterassistentin bei drei Spielen, darunter zwei Gruppenspielen und einem Viertelfinale.